# Сулејман бег
Сулејман бег Хаџимироглу (Турски: Сулејман Бег ) је владар Хаџимирогуларског емирата од 1364 . године. Од 1386. године, владао је као вазал кадије Бурханедина а између 1394. и 1398. године, постао је вазал османског султана. 

## Биографија
Сулејман је био најстарији син хаџи емира Ибрахим бега и унук оснивача емирата Бајрама. На основу имена његовог оца и надимка - истраживачи емират називају бејликом Хаџимирогулар или беглуком Бајрамогула. 
Према Е. Брјер, 29. августа 1358. године, трапезунтски цар Алексије III удао је своју сестру Теодору за Сулејмана, а три године касније, децембр 1361. године, у пратњи Михаила Панарета, вратио се у Керасунт да посети своју сестру, а пошто га је бег Сулејман дочекао, вратио се у своју земљу. Међутим, Михаило Панарет је писао да се Теодора удала за „Хаџимара, сина Бајрамовог”.
Према Астарабадију, 1364. године, Сулејманов отац, хаџи емир Ибрахим бег, тешко се разболео. (Према С. Карпову и Р. Шукурову, болест емира Ибрахима и пренос власти на емира Сулејмана десили су се 1386. године). Током овог периода, оснивач суседног бејлика, бег Таједин, желео је да заузме земљу хаџи емира Ибрахима и извршио је нападе на њих. Очекујући смрт, Хаџи емир Ибрахим је позвао родбину и племмство емирата и саопштио да жели да изабере особу која ће га наследити. То је учињено како би се спречили грађански ратови након његове смрти и осигурала заштита бејлика од емира Таједина. Старешине племена су се окупиле и уз њихово одобрење, Хаџи емир Ибрахим је оставио емират Сулејману свом најстаријем сину који је зашао у зрело доба. Истовремен хаџи емир Ибрахим је обећао да, ако се опорави, неће покушавати да постане емир и да ће остатак живота провести у молитви. Међутим, после извесног времена, хаџи емир Ибрахим бег се опоравио. Из неког разлога се посвађао са сином и одлучио да поново постане емир. Свађа је прерасла у непријатељство и сам Сулејманов отац је започео грађански рат, који је желео да спречи. Неки од истакнутих људи бејлика подржавали су Ибрахим бега, али су други инсистирали да је бег Сулејман законити владар. Заоштравање сукоба унутар бејлика изазвало је спољне непријатеље. Емир Таједин западни сусед, пратио је ситуацију и, искористивши неред у емирату Хаџимирогулара, два пута је преко Терме напао беглук. Није постигао значајније успехе, али су његови препади показали опасност од ескалације сукоба. 
Године 1386. Сулејман-бег је победио свог оца и потпуно преузео власт. Сада је морао да издржи Тајединове нападе. Схвативши да ће његов сусед који је већ два пута нападао, и трећи пут напасти његове земље, Сулејман бег је затражио помоћ од владара Сиваса, Кадије Бурханедина, који је био најјачи од суседа. Кадији Бурханедину су послани изасланици са писмима, као одговор кадија је послао једног од својих повереника, шеика Јар Алија, да обавести Таједин бега да је емир Сулејман сада под заштитом Кадије. Шеик Јар Али је успешно извршио задатак у последњим данима месеца Рамазана и добио је обећање од емира Таједина да више неће нападати територију Хаџиемирогулар, како не би сметао Кадији Бурханедину. Међутим, октобра 1386. године, чак и пре него што се посланик шеик Јар Али вратио у Сивас, бег Таједин је са око 12.000 коњаника напао бега Сулејмана. Емир Сулејман је победио у овом сукобу, Таједин бег и 500 (према Панарету - 600) његових коњаника су погинули на бојном пољу, а његова војска је поражена{{harvnb|. Као што је написао Михаило Панарет: „Први је пао сам Таџи-Един и умро посечен мачем“. Изгубивши вођу, војска је била принуђена да се повуче. Након смрти емира Таједина, кадија Бурханедин је окупио војску да нападне његов главни град Никсар. Када је стигао близу града, посетио је гроб Мелика Данишмеда Газија. Убрзо су се племићи из Никсара појавили пред кадијом Бурханедином и предали му кључеве града. Тако се Никсар без икаквог отпора придружио земљама кадије Бурханедина. Када је кадија Бурханедин заузео град, Сулејман-бег му је послао свог брата са много коња и скупоцених поклона и замолио кадију Бурханедина да прихвати девојку из породице Хаџимирогулар за жену. Кадија је са задовољством прихватио брачну понуду и поклоне. Након тога је купио замак Искефсир (сада Решадије код Токата) од потомака бега Таједина и предао га бегу Сулејману као сојургал (1386. године). За време кадијиног боравка у Никсару, код њега су долазили посланици Тајединовог сина Махмуд-челебија. Бег Махмуд Таједдиноглу је у присуству кадије закључио споразум о ненападању са бегом Сулејманом. Извори пишу да је емир Сулејман остао лојалан кадији Бурханедину, иако је Сулејманова борба са емиром Таједином била завршена. Емир Сулејман је послао и војску и новац на кадијин први захтев. На пример, док је кадија Бурханедин био у Никсару, сазнао је да ће емир Ерзинџана, бег Мутахартен, да нападне Сивас. Кадија Бурханедин је позвао бега Сулејмана да се придруж његовој војсци и емир Сулејман је одмах стигао у Сивас. Сазнавши за кадијине припреме, емир Мутахартен се вратио у Ерзинџан. Ова ситуација је показала снагу савеза између емира Сулејмана и кадије Бурханедина. 
Бег Сулејман је преселио престоницу беглука из села Кале Месудије у Ешкипазар 1380-их и дао граду име „Орду“, што значи престоница. У сукобу између Османског царства и кадије Бурханедина, емир Сулејман је у почетку остао лојалан кадији Бурханедину, да би тек 1391-1394. године, прешао на страну Османског царства. Године 1396. бег Сулејман је заузео Керасунт. Године 1398. османски султан Бајазит I освојио је Самсун, појачавајући османско присуство у региону Чаника. Сулејман бег (као и Таџидиноглу и Ташаногулар) је у потпуности признао османски суверенитет. Исте године је кадију Бурханедина убио владар Ак-Којунлуа Кара-Јулук Осман, а утицај османског султана у региону се још више повећао. Не зна се када је Сулејман бег умро. Може се тврдити да се то догодило пре 1403. године. Познато је да је 1403. године, када је Руј Клавијо, изасланик краља Енрикеа III од Кастиље (1379-1406), упућен кану Тимуру прошао кроз регион, бег по имену Арзамир, којег су историчари поистоветили с Хаџи Емир-челебијем, братом Сулејмановим, владао у Самсуну  . Не зна се где је Сулејман сахрањен . 
Астарабади је о Сулејману писао: „На његовом челу су били знаци величине и племенитости, а на његовом лицу била је светлост зрелост храбрости. Период владавине Сулејман-бега је најсјајнији период у постојању бејлика

## Породица
- Жена. Рођака (ћерка или сестра) Трапезунтског цара Алексија III Великог Комнина. Брак је склопљен пре 1386. године. Михаило Панарет је назвао Сулејмана царевим зетом: „У октобру 6895. (1386 године.) царев зет Таџи-Един, емир Лимније, устао је против другог царевог зета, господина син Хаџи-Омера из Халивије, звани Сулејман-бег”[2].
- Син (?). Током борбе између султана Мехмеда II Освајача и владара Ак-Којунлуа Узун Хасана, човек по имену Емир бег је постављен за команданта војске Ак-Којунлуа, која је опустошила Токат. Сматра се да би поменути Емир-бег могао бити син Сулејман-бега. Овај емир бег склонио се код Дулкадирогулара после Мехмедове победе над Узун Хасаном у бици на Отлукбелију. На крају је овај човек, који се сматра последњим представником Хаџиемирогулара, послат у Едесу.[2]